# S. H. Barnett
Sandford Howard „Sandy“ Barnett (* 19. September 1908 in East Orange, New Jersey; † 14. April 1988 in Oxnard, Kalifornien) war ein US-amerikanischer Drehbuchautor, der bei der Oscarverleihung 1965 für Der große Wolf ruft den Oscar für das beste Originaldrehbuch erhielt.

## Leben
Barnett war zunächst in der Werbeagentur J. Walter Thompson tätig, ehe er in den 1930er Jahren Produzent und Regisseur von Sendungen des Lux Radio Theater wurde. In den 1940er Jahren schrieb er dann für dieses Programme und wechselte dann in den 1950er Jahren als Autor zum Fernsehprogramm des Lux Radio Theater. Seine literarischen Adaptionen von Romanen wurden dabei zu großen Erfolgen, da er versuchte, den Grundgedanken und geistigen Inhalt der Vorlage in den begrenzten Sendezeiten der Fernsehsendungen beizubehalten.
1965 erhielt er für das Vorlage zum Drehbuch von Der große Wolf ruft (1964) von Ralph Nelson gemeinsam mit Peter Stone und Frank Tarloff den Oscar für das beste Originaldrehbuch.
Im Anschluss war er wiederum für das Fernsehen tätig und verfasste Drehbücher zu Fernsehserien wie Lassie (1968), Bonanza (1968), Im wilden Westen (1970) und Adam-12 (1975).